# Alicia Silverstone

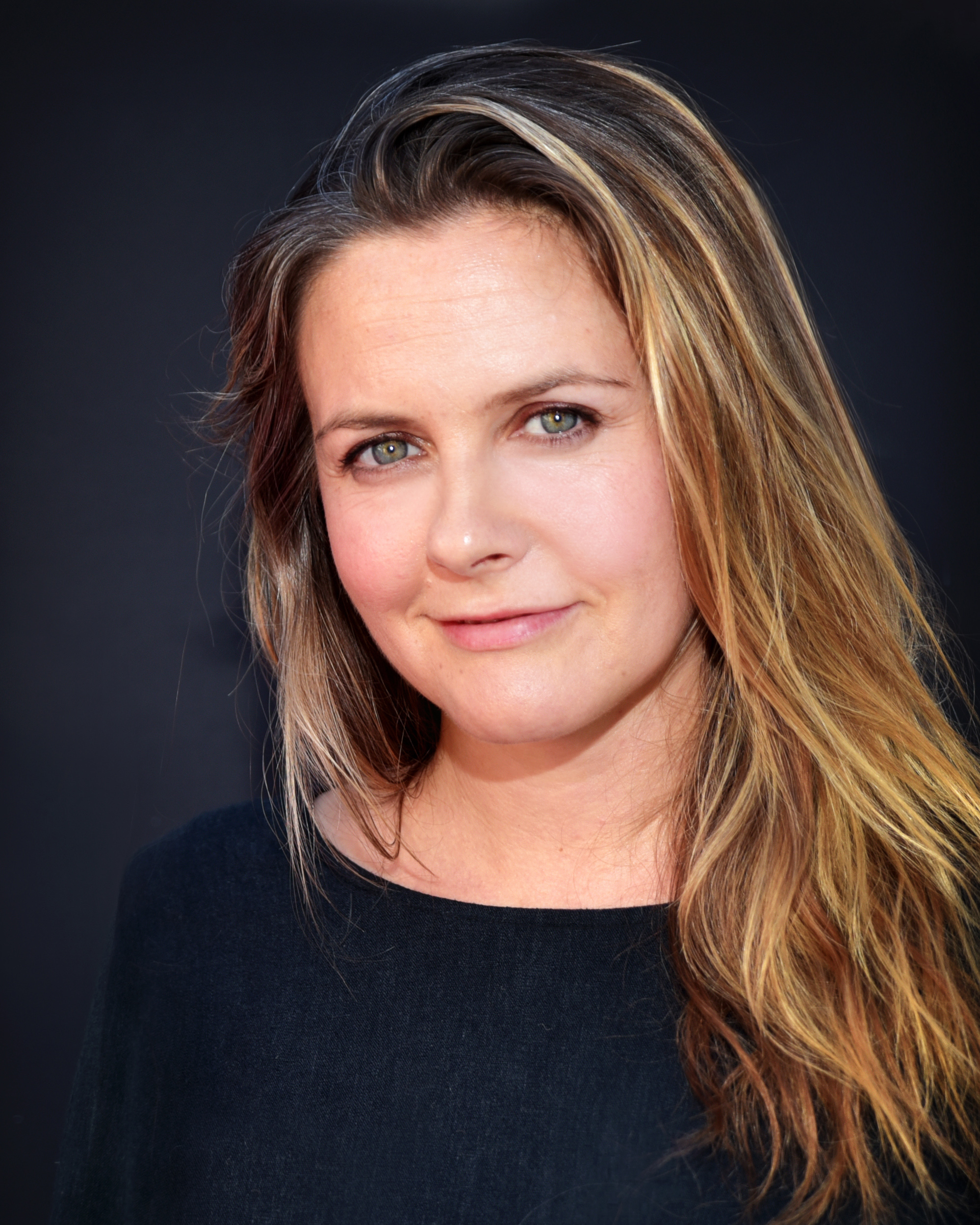
Alicia Silverstone (2019)

Alicia Silverstone [əˈliːsiə ˈsɪlvərstoʊn] (* 4. Oktober 1976 in San Francisco, Kalifornien) ist eine US-amerikanische Schauspielerin. Bekannt wurde sie in den 1990er Jahren durch den Film Clueless – Was sonst! und als Batgirl in Batman & Robin sowie durch ihre Auftritte in drei Musikvideos der Band Aerosmith.

## Jugend
Silverstone wurde als Tochter britischer Eltern, eines Immobilieninvestors und einer Flugbegleiterin, geboren. Sie hat zwei ältere Geschwister, eine Halbschwester aus der ersten Ehe ihres Vaters und einen Bruder. Alicia Silverstone kommt aus einer jüdischen Familie und bezeichnet sich selbst als jüdisch. Sie wuchs in San Francisco auf und besuchte die „Crocker Middle School“ und anschließend die „San Mateo High School“.
Im Alter von sechs Jahren begann Silverstone zu modeln und trat in Werbespots auf, erstmals für Domino’s Pizza. Sie verbrachte ihre Sommerferien gern in England, wo sie eine wachsende Begeisterung für dortige Theateraufführungen entwickelte. Neben Ballettstunden belegte sie deswegen mit 13 Jahren auch Schauspielkurse.

## Karriere
Silverstones erste Rolle war 1992 ein Auftritt in der elften Episode der fünften Staffel der Fernsehserie Wunderbare Jahre als Jessica. Ihre erste Kinorolle hatte sie in dem Film Das Biest ein Jahr später. Um die Auflagen für Kinderarbeit zu umgehen, beantragte Silverstone mit 15 Jahren erfolgreich die rechtliche Selbstständigkeit. Für den Film wurde sie mit zwei MTV Movie Awards ausgezeichnet. Bei dieser Preisverleihung weckte sie die Aufmerksamkeit von Steven Tyler, dem Leadsänger der Rockband Aerosmith, was ihr Rollen in drei Videoclips der Band einbrachte – zu den Songs Cryin’, Amazing und Crazy. In letzterem Video spielte sie zusammen mit Liv Tyler, der Tochter des Sängers.
Ihren schauspielerischen Durchbruch hatte Alicia Silverstone 1995 mit der Komödie Clueless – Was sonst!, in der sie zum typischen Beispiel des kalifornischen Teenagers wurde. Die Regisseurin Amy Heckerling besetzte Silverstone in der Hauptrolle, nachdem sie sie in den Aerosmith-Videos gesehen hatte. Clueless war sowohl bei Kritikern als auch beim Kinopublikum ein Erfolg. Silverstone konnte erneut zwei MTV Movie Awards gewinnen und schloss einen Vertrag für zehn Millionen Dollar mit Columbia TriStar über weitere Filme. Im selben Jahr war sie auch in der Romanverfilmung Innocent Babysitter zu sehen.
1997 spielte sie das Batgirl in der vierten Batman-Verfilmung Batman & Robin an der Seite von George Clooney. Der Film erhielt überwiegend schlechte Kritiken und Silverstone wurde mit dem Negativpreis Goldene Himbeere als schlechteste Nebendarstellerin prämiert. Des Weiteren war sie in einer Hauptrolle in der Komödie Ärger im Gepäck neben Benicio del Toro und Christopher Walken zu sehen. Erstmals war sie hier auch als Produzentin tätig. 1999 spielte sie an der Seite von Brendan Fraser die Hauptrolle in der romantischen Komödie Eve und der letzte Gentleman.

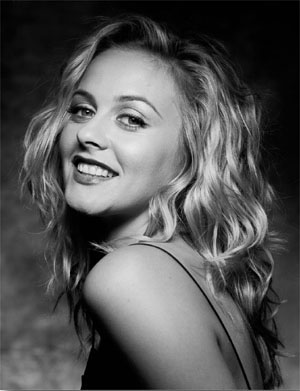
Alicia Silverstone (2005)

Zu Beginn des neuen Jahrtausends zog sich Silverstone aus dem Mainstream-Kino zurück und stand überwiegend für Independent-Filme und Fernsehprojekte vor der Kamera. Außerdem spielte sie in einigen Theaterstücken. Im Jahr 2000 war sie in der Shakespeare-Adaption Verlorene Liebesmüh’ (von und mit Kenneth Branagh) zu sehen. In dem Film musste sie auch singen und tanzen. Ab 2001 lieh sie der Comicfigur Sharon Spitz in der Serie Braceface ihre Stimme und erhielt dafür 2002 eine Nominierung für den Fernsehpreis Emmy.
2002 gab sie ihr Broadway-Debüt als Elaine Robinson in dem Stück Die Reifeprüfung neben Kathleen Turner. Ein Jahr später spielte sie die Hauptrolle einer jungen Anwältin in der Serie Kate Fox & die Liebe. Die Serie erhielt gute Kritiken und Silverstone wurde für einen Golden Globe nominiert, trotzdem war sie kein Erfolg und wurde nach einer Staffel wieder eingestellt. 2004 war sie an der Seite von Sarah Michelle Gellar in der erfolgreichen Komödie Scooby Doo 2 zu sehen und spielte 2005 eine Friseurin in Beauty Shop, der Fortsetzung des Films Barbershop.
2006 war Silverstone als Jack Starbright in Stormbreaker neben Ewan McGregor und Mickey Rourke zu sehen. Der Film entstand nach dem Roman Das Geheimnis von Port West von Anthony Horowitz aus der Alex-Rider-Buchreihe. Ursprünglich sollten weitere Bücher dieser Reihe verfilmt werden, da der Film jedoch kein finanzieller Erfolg war, wurden keine Fortsetzungen produziert. 2008 hatte sie einen Cameo-Auftritt in der Komödie Tropic Thunder.
Von 2009 bis 2010 stand sie für das Theaterstück Time Stands Still auf der Bühne. Das Stück sowie Silverstones Leistung wurden positiv aufgenommen. 2010 beendete sie ihre Mitarbeit an dem Stück, um sich wieder ihrer Filmkarriere zu widmen. Ihre Rolle der Mandy wurde mit Christina Ricci neu besetzt.
2010 spielte sie eine Lehrerin in der Teenagerkomödie Von der Kunst, sich durchzumogeln. Im selben Jahr drehte sie neben Sigourney Weaver den Vampirfilm Vamps – Dating mit Biss, welcher allerdings erst zwei Jahre später den Weg ins Kino fand. Für diesen Film stand sie nach Clueless zum zweiten Mal unter der Regie von Amy Heckerling vor der Kamera. Des Weiteren spielte sie neben Hugh Jackman und Jennifer Garner in dem Drama Alles in Butter, das ebenfalls 2012 in den amerikanischen Kinos veröffentlicht wurde.
2012 spielte Silverstone eine wiederkehrende Rolle in der Serie Suburgatory an der Seite ihres ehemaligen Clueless-Kollegen Jeremy Sisto. 2013 drehte sie den Serien-Piloten HR, indem sie die Leiterin einer Personalabteilung darstellt, die nach einer Kopfverletzung ihre Lebenseinstellung ändert. In Ass Backwards – Die Schönsten sind wir (2013) übernahm Silverstone die Rolle der ehemaligen Schönheitskönigin Laurel. Die Komödie wurde 2013 auf einigen Filmfestivals gezeigt und in Deutschland direkt auf DVD veröffentlicht.
In der schwarzen Komödie Catfight spielte Silverstone 2016 an der Seite von Anne Heche und Sandra Oh eine der Hauptrollen. Der Film wurde nur in ausgewählten Kinos veröffentlicht, erhielt aber weitgehend positive Kritiken. 2017 übernahm sie die Rolle der Susan Heffley in der vierten Verfilmung der Gregs-Tagebuch-Buchreihe, die zuvor von Rachael Harris verkörpert wurde. Der Film, der unter dem Titel Gregs Tagebuch – Böse Falle! in Deutschland veröffentlicht wurde, wurde von der Kritik negativ bewertet und konnte nicht an die Erfolge der vorherigen Filme anknüpfen, stellte aber mit einem weltweiten Einspielergebnis von 40,1 Millionen US-Dollar Silverstones erfolgreichsten Film seit Beauty Shop (2005) dar. In dem Psychothriller The Killing of a Sacred Deer unter der Regie von Yorgos Lanthimos war Silverstone 2017 an der Seite von Colin Farrell und Nicole Kidman in einer Nebenrolle zu sehen. Der Film konkurrierte bei den 70. Filmfestspielen von Cannes um die Goldene Palme und war ein Arthouse-Erfolg. 2018 spielte sie die Tochter der von Diane Keaton dargestellten Figur in der Komödie Book Club – Das Beste kommt noch, die mit einem weltweiten Einspielergebnis von rund 104 Millionen Dollar, Silverstones größter Kassenerfolg seit Scooby Doo 2 (2004) wurde. Im gleichen Jahr spielte sie die Hauptrolle in der kurzlebigen Serie American Woman, die nach einer Staffel eingestellt wurde. 2019 spielte sie neben Riley Keough unter der Regie des österreichischen Regie-Duos Veronika Franz und Severin Fiala in dem Horrorthriller The Lodge. Von 2020 bis 2021 gehörte sie zur Stammbesetzung der Serie Der Babysitter-Club. Für ihre schauspielerische Leistung wurde sie für den Daytime Emmy Award und den Children’s and Family Emmy Award nominiert. In der von Netflix produzierten Komödie Senior Year (2022) spielte sie neben Rebel Wilson.

## Persönliches
Seit Jahren ist Silverstone eines der prominenten Gesichter von PeTA-Kampagnen, die sich für Tierrechte und Veganismus einsetzen. So zeigte sie sich 2007 nackt in einem Werbespot und auf Plakaten der Tierschutzorganisation, und 2016 ließ sie sich für eine Kampagne gegen das Tragen von Wolle erneut nackt fotografieren. Silverstone ist seit 1998 Veganerin und wurde 2004 von PeTA zur Sexiest Female Vegetarian gekürt.
2009 erschien The Kind Diet, ihr Buch über vegane Ernährung, das als Meine Rezepte für eine bessere Welt auch auf Deutsch erschienen ist. Das Buch schaffte es auf Platz 1 der Bestsellerliste der New York Times. Dazu betreibt sie ein Weblog. 2014 erschien ihr zweites Buch, The Kind Mama, in dem sie für Attachment Parenting wirbt.
Im Juni 2005 heiratete sie Christopher Jarecki, Sänger der Musikgruppe S.T.U.N. Das Paar lebte in Los Angeles und bekam im Mai 2011 einen Sohn, 2018 ließen sie sich scheiden.

## Filmografie

### Filme
- 1993: Das Biest (The Crush)
- 1993: Die Macht der Liebe (Torch Song, Fernsehfilm)
- 1993: Scherben des Glücks (Scattered Dreams, Fernsehfilm)
- 1994: Cool and the Crazy (Fernsehfilm)
- 1995: Le Nouveau Monde
- 1995: Hideaway – Das Versteckspiel (Hideaway)
- 1995: Clueless – Was sonst! (Clueless)
- 1995: Innocent Babysitter (The Babysitter)
- 1995: Deception – Tödliche Täuschung (True Crime)
- 1997: Batman & Robin
- 1997: Ärger im Gepäck (Excess Baggage)
- 1999: Eve und der letzte Gentleman (Blast from the Past)
- 2000: Verlorene Liebesmüh’ (Love’s Labour’s Lost)
- 2002: Global Heresy
- 2003: Abgezockt! (Scorched)
- 2004: Scooby Doo 2 – Die Monster sind los (Scooby Doo 2: Monsters Unleashed)
- 2005: Beauty Shop
- 2005: Silence Becomes You – Bilder des Verrats (Silence Becomes You)
- 2006: Stormbreaker
- 2006: Candles on Bay Street (Fernsehfilm)
- 2008: Tropic Thunder
- 2011: Von der Kunst, sich durchzumogeln (The Art of Getting By)
- 2012: Alles in Butter (Butter)
- 2012: Vamps – Dating mit Biss (Vamps)
- 2013: Ass Backwards – Die Schönsten sind wir (Ass Backwards)
- 2013: Gods Behaving Badly
- 2014: Angels in Stardust
- 2014: Ab durch den Dschungel (Jungle Shuffle, Stimme)
- 2015: Das Königreich des Nussknackers (The Nutcracker Sweet, Stimme)
- 2016: King Cobra
- 2016: Catfight
- 2016: Space Dogs: Auf zum Mond (Space Dogs Adventure to the Moon, Stimme)
- 2016: Wer kriegt den Hund? (Who Gets the Dog?)
- 2017: Gregs Tagebuch – Böse Falle! (Diary of a Wimpy Kid: The Long Haul)
- 2017: The Killing of a Sacred Deer
- 2017: The Tribes of Palos Verdes
- 2018: Book Club – Das Beste kommt noch (Book Club)
- 2019: The Lodge
- 2020: Bad Therapy
- 2020: Valley Girl (uncredited)
- 2020: Die Hochzeit meines Bruders (Sister of the Groom)
- 2021: Last Survivors
- 2022: The Requin – Der Hai (The Requin)
- 2022: Senior Year
- 2023: Perpetrator – Ein Teil von ihr (Perpetrator)
- 2023: Mustache
- 2023: Reptile
- 2024: Y2K
- 2024: Krazy House

### Fernsehserien
- 1992: Wunderbare Jahre (The Wonder Years, Folge 5x11 Road Test)
- 2001–2003: Alles klar, Sharon Spitz? (Braceface, Stimme, 54 Folgen)
- 2003: Kate Fox & die Liebe (Miss Match, 18 Folgen)
- 2007: The Singles Table (5 Folgen)
- 2011: Childrens Hospital (Folge 3x10 Munch by Proxy)
- 2012: Suburgatory (4 Folgen)
- 2015: Making a Scene with James Franco (3 Folgen)
- 2018: American Woman (11 Folgen)
- 2020–2021: Der Babysitter-Club (The Baby-Sitters Club)
- 2020: Eat Sh*t Kenny Daniels (8 Folgen, Stimme, Podcast-Serie)
- 2021: Masters of the Universe – Revelation (5 Folgen, Stimme)
- 2022: American Horror Stories (Folge 2x08)

## Theater
- 1993: Carol’s Eve
- 2002: Die Reifeprüfung (The Graduate)
- 2006: Boston Marriage
- 2007: Speed the Plow
- 2009–2010: Time Stands Still
- 2012: The Performers
- 2015: Of Good Stock[24]

## Musikvideos
- 1993: Cryin' (Aerosmith)
- 1993: Amazing (Aerosmith)
- 1994: Crazy (Aerosmith)
- 2009: Her Diamonds (Rob Thomas)
- 2011: Fight for Your Right Revisited (Beastie Boys)

## Bibliografie
- 2009: The Kind Diet (Meine Rezepte für eine bessere Welt. Arkana Verlag, April 2011)
- 2014: The Kind Mama

## Auszeichnungen und Nominierungen
| Jahr | Award                             | Kategorie                                                                     | Film/Serie                | Resultat  |
| ---- | --------------------------------- | ----------------------------------------------------------------------------- | ------------------------- | --------- |
| 1994 | MTV Movie Awards                  | Bester Bösewicht                                                              | Das Biest                 | gewonnen  |
| 1994 | MTV Movie Awards                  | Beste Newcomerin                                                              | Das Biest                 | gewonnen  |
| 1994 | MTV Movie Awards                  | Begehrenswerteste Schauspielerin                                              | Das Biest                 | nominiert |
| 1994 | Young Artist Awards               | Beste junge Schauspielerin, Drama                                             | Das Biest                 | nominiert |
| 1996 | American Comedy Awards            | Beste Schauspielerin, Komödie                                                 | Clueless – Was sonst!     | gewonnen  |
| 1996 | Blockbuster Entertainment Award   | Beste Newcomerin                                                              | Clueless – Was sonst!     | gewonnen  |
| 1996 | Kids' Choice Awards               | Beliebteste Schauspielerin                                                    | Clueless – Was sonst!     | nominiert |
| 1996 | MTV Movie Awards                  | Beste Schauspielerin                                                          | Clueless – Was sonst!     | gewonnen  |
| 1996 | MTV Movie Awards                  | Begehrenswerteste Schauspielerin                                              | Clueless – Was sonst!     | gewonnen  |
| 1996 | MTV Movie Awards                  | Beste komödiantische Darbietung                                               | Clueless – Was sonst!     | nominiert |
| 1996 | National Board of Review          | Beste Newcomerin                                                              | Clueless – Was sonst!     | gewonnen  |
| 1996 | Young Artist Awards               | Beste junge Schauspielerin                                                    | Clueless – Was sonst!     | nominiert |
| 1998 | Blockbuster Entertainment Award   | Beliebteste Nebendarstellerin, Sci-Fi                                         | Batman & Robin            | nominiert |
| 1998 | Goldene Himbeere                  | Schlechteste Nebendarstellerin                                                | Batman & Robin            | gewonnen  |
| 1998 | Goldene Himbeere                  | Schlechteste Schauspielerin                                                   | Ärger im Gepäck           | nominiert |
| 1998 | Kids’ Choice Awards               | Beliebteste Schauspielerin                                                    | Batman & Robin            | gewonnen  |
| 2002 | Daytime Emmy Award                | Beste Darbietung in einem animierten Programm                                 | Alles klar, Sharon Spitz? | nominiert |
| 2004 | Golden Globe Awards               | Beste Hauptdarstellerin in einer Fernsehserie, Musical/Komödie                | Kate Fox & die Liebe      | nominiert |
| 2004 | Satellite Awards                  | Beste Schauspielerin, Musical/Komödie                                         | Kate Fox & die Liebe      | nominiert |
| 2004 | Young Hollywood Awards            | Hottest Coolest Young Veteran                                                 |                           | gewonnen  |
| 2021 | Daytime Emmy Award                | Outstanding Performer in Children’s Programming                               | Der Babysitter-Club       | nominiert |
| 2022 | Children’s and Family Emmy Awards | Outstanding Lead Performance in a Preschool, Children’s or Young Teen Program | Der Babysitter-Club       | nominiert |
| 2023 | Goldene Himbeere                  | Schlechteste Schauspielerin                                                   | The Requin – Der Hai      | nominiert |